# Рзаев, Ислам Вахид оглы
Ислам Вахид оглы Рзаев (азерб. İslam Vahid oğlu Rzayev; род. 1965, Гёйчайский район) — глава исполнительной власти Балакенского района.

## Биография
Родился в 1965 году в Гёйчайском районе. В 1988 году окончил Бакинский филиал Ленинградского финансово-экономического института по специальности «экономист».
С 1988 года являлся старшим экономистом финансового управления Гёйчайского района.
Являлся начальником отдела, начальником инспекции, заместителем начальника управления отделов Гёйчайского района, Низаминского и Азизбековского районов г. Баку Министерства налогов Азербайджана.
Являлся главным специалистом ЗАО «Азеригаз».
С 2007 по 18 мая 2011 года являлся заместителем начальника департамента аудита ГНКАР.
Глава исполнительной власти Балакенского района (с 18 мая 2011).
Член партии «Новый Азербайджан».